# Ćwiczenia wojskowe

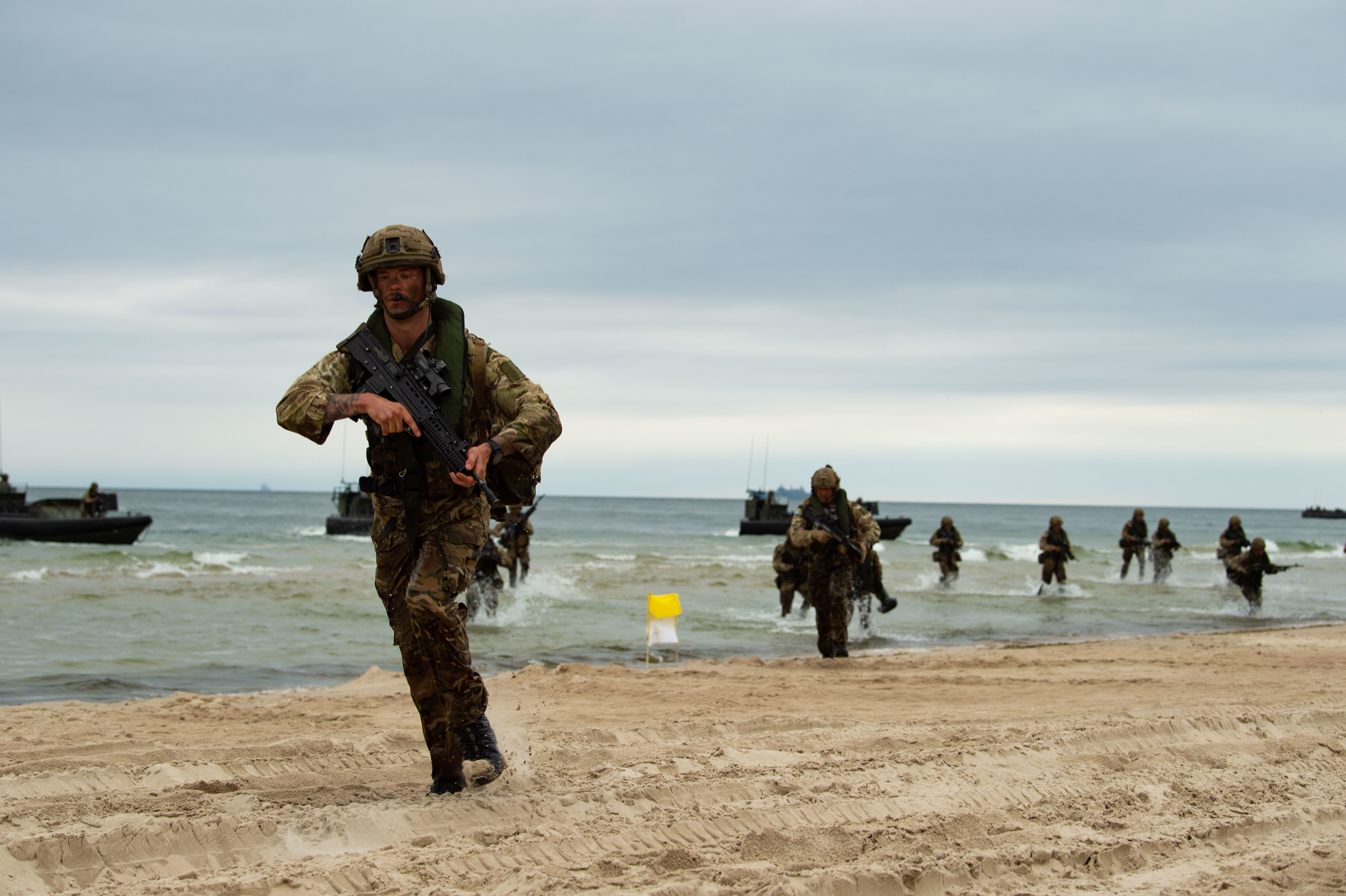
Ćwiczenia desantu morskiego w Kłajpedzie podczas ćwiczeń BALTOPS w 2019

Ćwiczenie wojskowe – forma szkolenia sztabów, wojsk i słuchaczy szkół wojskowych obejmująca zespół czynności wykonywanych i wielokrotnie powtarzanych przez żołnierzy, pododdziały, oddziały, związki taktyczne oraz sztaby wszystkich szczebli organizacyjnych sił zbrojnych. Ćwiczenia organizowane w polu lub na morzu określane były także przestarzale jako manewry.

## Podział ćwiczeń wojskowych
Ze względu na cele
- nauczające,
- zgrywające

głównym celem jest zgrywanie wojsk, dowództwa w realizacji zadań taktycznych i operacyjnych na polu walki.
- doskonalące

głównym celem jest ugruntowanie wiadomości, umiejętności i utrwalenie nawyków oraz przygotowanie dowództwa oraz wojsk do bardziej złożonych form szkolenia
- instruktażowo-metodyczne[a],
- badawcze (doświadczalne)

celem może być sprawdzenie słuszności założeń teoretycznych prowadzenia działań bojowych, sprawdzenie organizacji wojsk, ustalenie racjonalnych metod oraz form szkolenia, określenie stopnia przydatności nowych rodzajów techniki wojskowej. Przedmiotem badań w ćwiczeniu doświadczalnym mogą być również zagadnienia z zakresu psychicznego i fizycznego przygotowania żołnierzy do prowadzenia  działań bojowych, ich wytrzymałości i odporności na trudne warunki pola walki
- inspekcyjne (kontrolne, sprawdzające, certyfikujące)

celem jest sprawdzenie stanu wyszkolenia dowództw i wojsk; zarządza je przewodniczący inspekcji, a prowadzone jest zgodnie z dokumentacją ćwiczenia przygotowaną przez zespół planistyczny inspekcji (kontroli)
Ze względu na rozmach działania i poziom dowodzenia
- ćwiczenia strategiczne

rodzaj ćwiczeń stosowany w szkoleniu centralnych organów kierowania państwem; bierze w nim udział dowództwo szczebla strategicznego, mogą też uczestniczyć dowództwa poziomu operacyjnego; celem jest sprawdzenie założeń doktryny obronnej państwa oraz doktryny wojskowej, doskonalenie szkolonych w rozwiązywaniu problemów dotyczących funkcjonowania organów państwowych oraz przygotowania i prowadzenia operacji strategicznej, a także organizacji współdziałania sojuszniczego; ćwiczenie może mieć charakter narodowy oraz sojuszniczy
- ćwiczenia operacyjne

stosowane w szkoleniu dowództw i wojsk poziomu operacyjnego; ze względu na bojowe przeznaczenie, w ćwiczeniach operacyjnych mogą brać udział również wyznaczone oddziały i pododdziały szczebla taktycznego; ich celem jest doskonalenie dowództw w zakresie organizacji, w tym zwłaszcza przygotowania i prowadzenia operacji oraz ich zabezpieczenia bojowego i logistycznego.
- ćwiczenia taktyczne

celem takich ćwiczeń jest doskonalenie dowódców  i wojsk szczebla taktycznego w organizacji i prowadzeniu walki, a także organizacji współdziałania, zabezpieczenia bojowego i logistycznego; do ćwiczeń taktycznych zalicza się wszystkie typy ćwiczeń z dowództwami, z wyjątkiem gry wojennej oraz ćwiczenia z wojskami wyższego szczebla
Ze względu na treści szkolenia
- ćwiczenia mobilizacyjne

rodzaj ćwiczenia z wojskami wyodrębniony ze względu na specyficzne cele szkoleniowe; głównym celem ćwiczenia jest mobilizacyjne rozwinięcie jednostki lub instytucji wojskowej; w ćwiczeniu ważnym elementem jest rozbudowa elementów bazy mobilizacyjnej oraz sposób wcielania i szkolenia rezerw mających przydziały mobilizacyjne.
- ćwiczenia militarne

przygotowują dowództwa oraz kontyngenty do realizacji zadań o charakterze militarnym; ich celem jest pogłębienie wiedzy teoretycznej i umiejętności praktycznych oficerów, dowództw wyznaczonych do działania w operacji poza granicami kraju lub na wypadek kryzysu militarnego; ich istotą jest, że ćwiczące dowództwa oraz pododdziały na podstawie zobrazowanej sytuacji uczą się rozwiązywać, w sensie teoretycznym i praktycznym, problemy związane z prowadzeniem działań militarnych w okresie kryzysu i wojny.
- ćwiczenia reagowania kryzysowego

w ćwiczeniu zaangażowana jest też administracja państwowa, samorządowa, a także formacje niemilitarne, przeznaczone do wykonywania zadań w okresie kryzysu; istotą ćwiczeń jest koordynacja działań w dziedzinie zapobiegania wszelkim sytuacjom noszącym znamiona kryzysu, a gdy do niego dojdzie rozwiązywanie sytuacji na drodze negocjacji lub w ostateczności użycia siły militarnej
Ze względu na skład ćwiczących
- ćwiczenia narodowe,
- ćwiczenia sojusznicze, koalicyjne

realizowane są w celu osiągania wysokiego stopnia interoperacyjności i zdolności obronnych NATO; głównymi celami udziału dowództw i wojsk Sił Zbrojnych RP w ćwiczeniach sojuszniczych jest ocena koncepcji i planów mobilizacyjno-operacyjnych,	sprawdzenie i potwierdzenie zdolności, gotowości dowództw i wojsk przeznaczonych do wykonywania zobowiązań sojuszniczych, doskonalenie procedur operacyjnych oraz sprawdzanie rozwiązań wypracowanych w procesie transformacji i eksperymentacji,	dokonanie certyfikacji jednostek po osiągnięciu gotowości do użycia w ramach Wielonarodowych Połączonych Zgrupowań Zadaniowych, Sił Odpowiedzi NATO itp., doskonalenie zdolności przemieszczania komponentów Sił Zbrojnych RP do rejonu operacyjnego użycia, standaryzacja procesu planowania operacyjnego, systemów dowodzenia, łączności i informatyki
- ćwiczenia międzynarodowe

realizowane są przez komponenty sił zbrojnych w celu podnoszenia zdolności do realizacji wspólnych operacji reagowania kryzysowego z zakresu zapobiegania konfliktom, wsparcia pokoju, budowy pokoju, przeciwdziałania zagrożeniom terrorystycznym, operacji humanitarnych, niebojowych operacji ewakuacyjnych, operacji poszukiwawczo-ratowniczych
Ze względu na liczbę ćwiczących szczebli
- ćwiczenia jednoszczeblowe

rodzaj ćwiczeń taktycznych, operacyjnych lub strategicznych, w których udział bierze tylko jeden szczebel organizacyjny sił zbrojnych, np. dowództwo brygady, dywizji lub korpusu
- ćwiczenia dwuszczeblowe
- ćwiczenia wieloszczeblowe

to rodzaj ćwiczeń taktycznych, operacyjnych lub strategicznych, w których biorą udział dwa kolejne lub więcej szczebli dowodzenia, np. dowództwo związku taktycznego i dowództwo oddziału
Ze względu na liczbę ćwiczących stron
- ćwiczenia jednostronne

są rodzajem ćwiczeń taktycznych, operacyjnych lub strategicznych, w których ćwiczący reprezentują tylko wojska własne, a strona przeciwna jest podgrywana, pozorowana przez odpowiedni zespół kierownictwa ćwiczenia
- ćwiczenia dwustronne

są rodzajem ćwiczeń taktycznych, operacyjnych, rzadziej strategicznych, w których ćwiczące dowództwa i wojska występują w roli stron przeciwnych
- ćwiczenia wielostronne

Ze względu na miejsce prowadzenia ćwiczeń
- ćwiczenia w warunkach polowych

realizowane są poza koszarami; w przypadku ćwiczeń z dowództwami – na stanowiskach dowodzenia rozwiniętych na realnych lub zmniejszonych odległościach, a w przypadku ćwiczeń z udziałem wojsk – na poligonie
- ćwiczenia w obiektach stacjonarnych

prowadzone są w koszarach, w tym w salach wykładowych, gabinetach pracy i ośrodkach dowodzenia.
Ze względu na typ i formę
- ćwiczenia z dowództwami i sztabami
  - gra wojenna
  - ćwiczenia dowódczo-sztabowe
    - szkieletowe
    - wspomagane komputerowo
    - na mapach

  - trening sztabowy
- ćwiczenia z wojskami
  - ćwiczenia taktyczne z wojskami
  - ćwiczenia taktyczno-specjalne
    - rozpoznawcze
    - logistyczne
    - artyleryjskie
    - itd ...
- ćwiczenia przygotowawcze[b]
  - ćwiczenia grupowe
  - ćwiczenia epizodyczne
  - ćwiczenia studyjne

## Metodyczne zasady ćwiczeń
Metodyczne zasady ćwiczeń to zbiór reguł i norm postępowania organizatorów, kierownictw i ćwiczących w procesie przygotowania i prowadzenia ćwiczeń zapewniających ich wysoką efektywność szkoleniową:
- jedność szkolenia indywidualnego i zespołowego
- realizm
- prowadzenie ćwiczeń zgodnie z decyzjami ćwiczących dowództw
- równość szans ćwiczących stron
- ciągłość
- zachowanie tajemnicy sytuacji wyjściowej na pierwszy dzień ćwiczenia